# Savona Foot Ball Club 2015-2016
Questa voce raccoglie le informazioni riguardanti il Savona Foot Ball Club nelle competizioni ufficiali della stagione 2015-2016.

## Stagione
Nella stagione 2015-2016 il Savona disputa il trentaquattresimo torneo nella terza serie della sua storia. Sulla panchina viene confermato il tecnico Giancarlo Riolfo che verrà tuttavia esonerato nel girone di ritorno per far posto a Maurizio Braghin. Il club nel corso del campionato sconta ben 14 punti di penalizzazione, di cui 6 per l'inchiesta Dirty Soccer e 8 per inadempienze finanziarie, che lo condanneranno all'ultimo posto e quindi alla retrocessione in Serie D. A fine stagione i problemi dovuti alla retrocessione ed il legame ormai logoro con la piazza inducono il Cav. Aldo Dellepiane a cedere la società ad un gruppo di nuovi soci. Il 5 luglio 2016, il presidente del Savona F.B.C. diventa l'imprenditore Cristiano Cavaliere.

## Divise e sponsor
Il fornitore ufficiale di materiale tecnico per la stagione 2015-2016 è Legea mentre lo sponsor di maglia principale è Cava International.
| 1ª divisa | 2ª divisa | 3ª divisa |

## Rosa
| N. |                           | Ruolo | Calciatore          |
| -- | ------------------------- | ----- | ------------------- |
|    | Italia (bandiera)         | P     | Matteo Cincilla     |
|    | Italia (bandiera)         | P     | Wladimiro Falcone   |
|    | Italia (bandiera)         | D     | Nicolò Antonelli    |
|    | Italia (bandiera)         | D     | Marco Cabeccia      |
|    | Italia (bandiera)         | D     | Fabio Lebran        |
|    | Italia (bandiera)         | D     | Matteo Lomolino     |
|    | Italia (bandiera)         | D     | Andrea Negro        |
|    | Italia (bandiera)         | D     | Lorenzo Pasqualini  |
|    | Italia (bandiera)         | D     | Andrea Pinton       |
|    | Italia (bandiera)         | D     | Mattia Placido      |
|    | Italia (bandiera)         | D     | Ivan Rondanini      |
|    | Svizzera (bandiera)       | D     | Jonathan Rossini    |
|    | Italia (bandiera)         | D     | Valerio Zigrossi    |
|    | Costa d'Avorio (bandiera) | C     | Yves Benoit Bationo |
|    | Italia (bandiera)         | C     | Ignazio Carta       |
|    | Italia (bandiera)         | C     | Matteo Clematis     |

| N. |                        | Ruolo | Calciatore          |
| -- | ---------------------- | ----- | ------------------- |
|    | Italia (bandiera)      | C     | Niccolò Corticchia  |
|    | Italia (bandiera)      | C     | Nicholas Costantini |
|    | Italia (bandiera)      | C     | Giorgio Gagliardi   |
|    | Italia (bandiera)      | C     | Luca Lulli          |
|    | Italia (bandiera)      | C     | Cosmo Palumbo       |
|    | Italia (bandiera)      | C     | Demetrio Steffè     |
|    | Italia (bandiera)      | C     | Massimo Taddei      |
|    | Italia (bandiera)      | C     | Lorenzo Tassi       |
|    | Italia (bandiera)      | C     | Diego Vannucci      |
|    | Italia (bandiera)      | A     | Giovanni Boggian    |
|    | Italia (bandiera)      | A     | Riccardo Cocuzza    |
|    | Italia (bandiera)      | A     | Simone Dell'Agnello |
|    | Italia (bandiera)      | A     | Claudio Morra       |
|    | Stati Uniti (bandiera) | A     | Dylan Alexis Romney |
|    | Italia (bandiera)      | A     | Francesco Virdis    |

## Risultati

### Campionato

#### Girone di andata
| Arbitro: | Proietti (Terni) |

|                           |           |            |
| Da Silva 9’ Altobello 39’ | Marcatori | 27’ Steffè |

| Arbitro: | Detta (Mantova) |

|               |           |             |
| Antonelli 19’ | Marcatori | 95’ Vettori |

| Arbitro: | Andreini (Forlì) |

|  |           |           |
|  | Marcatori | 7’ Virdis |

| Arbitro: | Strippoli (Bari) |

|                          |           |             |
| Fioretti 15’ (rig.), 23’ | Marcatori | 75’ Cocuzza |

| Arbitro: | Pagliardini (Arezzo) |

|                        |           |             |
| Cocuzza 22’ Virdis 69’ | Marcatori | 26’ De Vena |

| Arbitro: | Boggi (Salerno) |

|                              |           |  |
| Radi 31’ (rig.) Lombardi 47’ | Marcatori |  |

| Arbitro: | Schirru (Nichelino) |

|                   |           |               |
| Virdis 90’ (rig.) | Marcatori | 16’ Infantino |

| Arbitro: | Paolini (Ascoli Piceno) |

|                        |           |  |
| Virdis 30’ Cocuzza 60’ | Marcatori |  |

| Arbitro: | Spinelli (Terni) |

|                                           |           |  |
| Shekiladze 23’ Esposito 51’ Paparusso 89’ | Marcatori |  |

| Savona 11 novembre 2015, ore 15 UTC+1 5ª giornata | Savona             | 0 – 0 | Arezzo | Stadio Bacigalupo (500 spett.)\| Arbitro: \| Dionisi (L'Aquila) \| |
| Arbitro:                                          | Dionisi (L'Aquila) |       |        |                                                                    |

| Arbitro: | Giua (Pisa) |

|  |           |                                |
|  | Marcatori | 28’ Mora 46’ Spighi 72’Finotto |

| Arbitro: | Di Ruberto (Nocera Inferiore) |

|                                   |           |  |
| Monacizzo 85’ Pozzebon 93’ (rig.) | Marcatori |  |

| Savona 28 novembre 2015, ore 17:30 UTC+1 13ª giornata | Savona           | 0 – 0 | Rimini | Stadio Bacigalupo (506 spett.)\| Arbitro: \| D'Apice (Arezzo) \| |
| Arbitro:                                              | D'Apice (Arezzo) |       |        |                                                                  |

| Arbitro: | Sozza (Seregno) |

|                         |           |             |
| Tajarol 22’ Leccese 76’ | Marcatori | 79’ Cocuzza |

| Arbitro: | Tardino (Milano) |

|  |           |                                            |
|  | Marcatori | 23’ Bonazzoli 25’ (rig.) Yamga 89’ Masullo |

| Arbitro: | Catona (Reggio Calabria) |

|                        |           |  |
| Petriccione 33’ (rig.) | Marcatori |  |

| Arbitro: | Annaloro (Collegno) |

|                   |           |  |
| Virdis 77’ (rig.) | Marcatori |  |

#### Girone di ritorno
| Pontedera 16 gennaio 2016, ore 17:30 UTC+1 18ª giornata | Pontedera      | 0 – 0 | Savona | Stadio Ettore Mannucci (829 spett.)\| Arbitro: \| Rossi (Rovigo) \| |
| Arbitro:                                                | Rossi (Rovigo) |       |        |                                                                     |

| Arbitro: | Campione (Pescara) |

|                                                                  |           |                                |
| Fissore 5’ (aut.) Virdis 48’ Cocuzza 69’ Dell'Agnello 90’ (rig.) | Marcatori | 15’ Buonaiuto 86’ (rig.) Kouko |

| Arbitro: | Maggioni (Lecco) |

|  |           |            |
|  | Marcatori | 63’ Virdis |

| Arbitro: | Bertani (Pisa) |

|               |           |              |
| Rondanini 38’ | Marcatori | 16’ Petrella |

| Arbitro: | Spinelli (Terni) |

|           |           |  |
| Feola 43’ | Marcatori |  |

| Arbitro: | Guida (Salerno) |

|              |           |                              |
| Vannucci 46’ | Marcatori | 12’ Sandomenico 50’ De Sousa |

| Arbitro: | De Tullio (Bari) |

|             |           |             |
| Guidone 83’ | Marcatori | 77’ Palumbo |

| Arbitro: | Pietropaolo (Modena) |

|                  |           |                 |
| Dell'Agnello 70’ | Marcatori | 22’ 72’ Cognini |

| Arbitro: | Dionisi (L'Aquila) |

|                       |           |  |
| Eusepi 20’ 48’ (rig.) | Marcatori |  |

| Arbitro: | Proietti (Terni) |

|                  |           |                           |
| Dell'Agnello 42’ | Marcatori | 69’ Kristo 87’ Shekiladze |

| Arbitro: | Maggioni (Lecco) |

|                                              |           |  |
| Cellini 25’ 42’ (rig.) 69’ Zigoni 53’ (rig.) | Marcatori |  |

| Savona 2 aprile 2016, ore 15 CEST 29ª giornata | Savona             | 0 – 0 | Lucchese | Stadio Bagicalupo (665 spett.)\| Arbitro: \| Mantelli (Brescia) \| |
| Arbitro:                                       | Mantelli (Brescia) |       |          |                                                                    |

| Arbitro: | Bertani (Pisa) |

|  |           |             |
|  | Marcatori | 46’ Cocuzza |

| Arbitro: | Andreini (Forlì) |

|                                    |           |                   |
| Cabeccia 56’ Palumbo 62’ Morra 79’ | Marcatori | 8’ (aut.) Falcone |

| Siena 24 aprile 2016, ore 15 CEST 32ª giornata | Siena               | 0 – 0 | Savona | Stadio Artemio Franchi (3 426 spett.)\| Arbitro: \| Provesi (Treviglio) \| |
| Arbitro:                                       | Provesi (Treviglio) |       |        |                                                                            |

| Arbitro: | Chindemi (Viterbo) |

|           |           |  |
| Tassi 53’ | Marcatori |  |

| Arbitro: | Mancini (Fermo) |

|                               |           |           |
| Moncini 40’ Ogunseye 68’, 88’ | Marcatori | 29’ Carta |

### Coppa Italia Lega Pro

#### Fase a gironi
| Squadra   | P.ti | G | V | N | P | GF | GS | DR |
| --------- | ---- | - | - | - | - | -- | -- | -- |
| Pistoiese | 3    | 2 | 1 | 0 | 1 | 5  | 2  | +3 |
| Carrarese | 3    | 2 | 1 | 0 | 1 | 2  | 2  | 0  |
| Savona    | 3    | 2 | 1 | 0 | 1 | 1  | 4  | -3 |

| Arbitro: | Annaloro (Collegno) |

|                    |           |  |
| Massoni 56’ (aut.) | Marcatori |  |

| Arbitro: | Chindemi (Viterbo) |

|                                                 |           |  |
| Vassallo 19’ Lo Sicco 61’ Rovini 68’ Merini 88’ | Marcatori |  |